# السویده
السویده (به عربی: السویدة) یک روستا در سوریه است که در ناحیه مرکزی مصیاف واقع شده‌است. السویده ۲٬۷۰۳ نفر جمعیت دارد.